# گوتس تسل
گوتسزل (به آلمانی: Gotteszell) یک شهر در آلمان است که در بایرن واقع شده‌است.

## خصوصیات
گوتسزل ۹٫۲۲ کیلومترمربع مساحت دارد ۵۱۰ متر بالاتر از سطح دریا واقع شده‌است. در سرشماری انجام شده در سال ۲۰۱۹ جمعیت آن ۱۲۲۲ نفر بوده و شهردار آن جرج فلیشمان (به آلمانی : Georg Fleischmann) است